# 전통 팝 음악

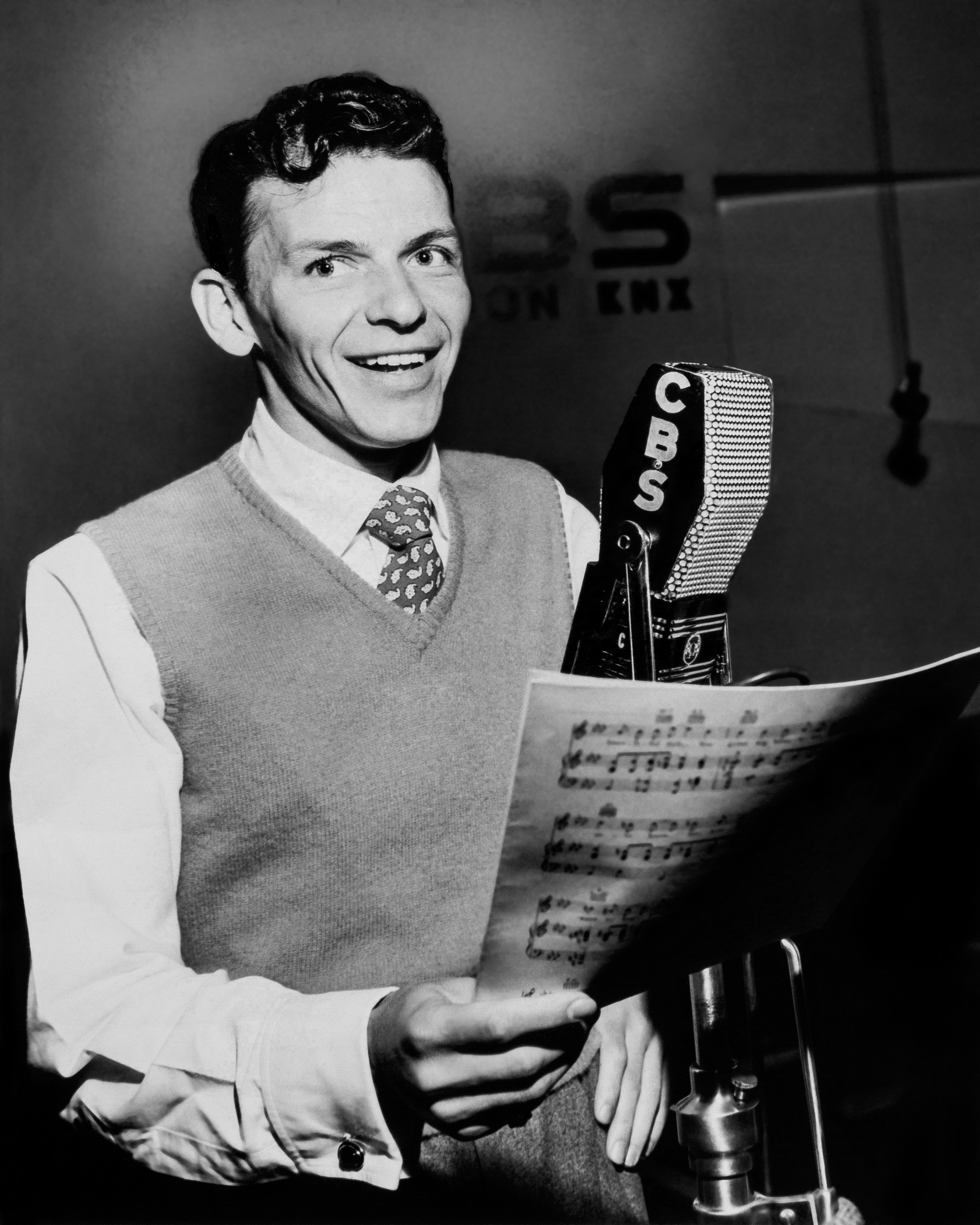

전통 팝 음악(Traditional pop)은 로큰롤이 생성되기 이전에 대중들에게 많이 불린 미국의 고전적인 대중음악 장르이다. 원래 1950년대 미국의 대중 음악은 빅밴드와 전통 팝의 시대였다. 대중적인, 즉 이해하기 쉽고 평이하며 대부분의 사람들에게 적합한 음악이라는 뜻으로 통한다. 또한, 전통 팝은 1960년대 이후 '이지 리스닝 뮤직'이라는 말로 불린다. 전통 팝의 대표적인 곡은 <White Christmas>, <My Blue Heaven>, <St. Louis Blues>, <God Bless America>, <Summer Time>, <Swanee>, <September Song>, <Smoke Gets In Your Eyes> 등이 있다.

## 관련 음악가
남성 가수
- 루이 암스트롱
- 프레드 아스테어
- 토니 베넷
- 안드레아 보첼리
- 팻 분
- 알 보울리
- 마이클 부블레
- 에디 캔터
- 호기 카마이클
- 레이 찰스[1]
- 모리스 슈발리에
- 조 코커
- 냇 킹 콜[2]
- 페리 코모[3]
- 해리 코닉 주니어
- 에디 콘스탄틴
- 샘 쿡[4]
- 노엘 코워드
- 빙 크로스비[3]
- 밥 크로즈비
- 빅 다몬
- 보비 대린
- 새미 데이비스 주니어
- 패츠 도미노[5]
- 에디 피셔
- 로버트 굴렛
- 딕 헤임즈[3]
- 잉글버트 험퍼딩크
- 휴 잭맨
- 알 졸슨
- 잭 존스
- 벤 E. 킹
- 프랭키 레인
- 매리오 랜저
- 스티브 로런스
- 세스 맥팔레인
- 베리 매닐로우
- 딘 마틴
- 알 마르티노
- 조니 마티스[6]
- 본 먼로[3]
- 매슈 모리슨
- 윌리 넬슨
- 콜 포터
- 딕 파월
- 조니 레이[7]
- 씰
- 프랭크 시나트라[2]
- 퍼시 슬레지
- 링고 스타
- 멜빈 하워드 토메
- 루디 발레
- 앤디 윌리엄스

여성 가수
- 줄리 앤드루스
- 조세핀 베이커
- 셜리 배시
- 알렉산드라 버크
- 비키 카
- 크리스틴 체노웨스
- 로즈메리 클루니
- 내털리 콜
- 도리스 데이[3]
- 마를레네 디트리히
- 디애나 더빈
- 알리스 페이
- 그레이시 필즈
- 엘라 피츠제럴드
- 카니 프랜시스
- 레이디 가가
- 주디 갈런드
- 빌리 홀리데이
- 달리다
- 에타 제임스
- 조니 제임스
- 어사 키트
- 베벌리 나이트
- 도로시 라무어
- 거트루드 로런스
- 페기 리[3]
- 줄리 런던
- 베라 린
- 미레유 마티외
- 리아 미셸
- 이디나 멘젤
- 에설 머먼
- 라이자 미넬리
- 카르멩 미란다
- 패티 페이지
- 에디트 피아프
- 데비 레이놀즈
- 앰버 라일리
- 다이애나 로스
- 디나 쇼어[3]
- 낸시 시나트라
- 케이트 스미스
- 셰리든 스미스
- 조 스태퍼드
- 게일 스톰
- 바브라 스트라이샌드
- 우메키 미요시
- 세라 본
- 에델 워터스

남성 그룹
- 애임스 브라더스
- 포 에이시스
- 포 프레시맨
- 포 래즈
- 하이로스
- 잉크 스팟[3]
- 밀스 브라더스[3]
- 라이처스 브라더스[8]

여성 그룹
- 앤드루스 시스터스[3]
- 코데츠
- 킹 시스터스[3]
- 레논 시스터스
- 맥가이어 시스터스

## 같이 보기
- 팝 음악
- 어덜트 컨템포러리
- 발라드 (대중 음악)
- 그레이트 아메리칸 송북
- 재즈 스탠더드
- 틴 팬 앨리